# Puertas al más allá
Puertas al más allá es una producción peruano-estadounidense de 2011 por Discovery Channel, bajo la dirección y producción general de Danny Gavidia. Fue producida por de Mediatice Producciones S.A, por encargo de Discovery Networks Latin America/US Hispanic; Michela Giorelli tuvo a cargo la dirección ejecutiva, junto con Irune Ariztoy y Adriano Schmid, quienes fungieron como productores-supervisores de la serie. La producción de ejecutiva estuvo a cargo de Cielo Garrido.
En esta producción se centra en historias de parejas que sufrieron de presencias paranormales. Actúan personalidades de Hispanoamérica como México, Perú, Colombia, Venezuela, Brasil y Argentina.

## Temporadas
| Temporada | Episodios | Emisión original (Fechas L.A.) | Emisión original (Fechas L.A.) |
| Temporada | Episodios | Estreno de temporada           | Final de temporada             |
| --------- | --------- | ------------------------------ | ------------------------------ |
| 1         | 8         | Junio de 2011                  | Julio de 2011                  |
| 2         | 8         | 2012                           | 2012                           |